# Classe Han
A classe Han (ou classe Song; ou Type 091) é uma classe de submarinos de ataque nuclear da marinha de guerra da China. Contudo, o fim da guerra fria levou a severos cortes nos orçamentos militares, que causou, em 1995, uma redução na frota planejada. Hoje em dia, apenas 3 submarinos desta classe estão em operação.